# Ptilodexia arida
Ptilodexia arida là một loài ruồi trong họ Tachinidae.